# Nazionale maschile di pallamano della Svizzera
La nazionale di pallamano maschile della Svizzera rappresenta la Svizzera nelle competizioni internazionali e la sua attività è gestita dalla Federazione Svizzera di Pallamano (SHV). Nella sua storia il risultato di maggior prestigio è la medaglia di bronzo conquistata ai Giochi di Berlino 1936.

## Partecipazioni ai tornei internazionali
- 1936:  3º posto
- 1972: non qualificata
- 1976: non qualificata
- 1980: 8º posto
- 1984: 7º posto
- 1988: non qualificata
- 1992: non qualificata
- 1996: 8º posto
- 2000: non qualificata
- 2004: non qualificata
- 2008: non qualificata
- 2012: non qualificata
- 2016: non qualificata
- 2020: non qualificata

- 1938: non qualificata
- 1954: 4º posto
- 1958: non qualificata
- 1961: 10º posto
- 1964: 12º posto
- 1967: 14º posto
- 1970: 15º posto
- 1974: non qualificata
- 1978: non qualificata
- 1982: 12º posto
- 1986: 11º posto
- 1990: 13º posto
- 1993: 4º posto
- 1995: 7º posto
- 1997: non qualificata
- 1999: non qualificata
- 2001: non qualificata
- 2003: non qualificata
- 2005: non qualificata
- 2007: non qualificata
- 2009: non qualificata
- 2011: non qualificata
- 2013: non qualificata
- 2015: non qualificata
- 2017: non qualificata
- 2019: non qualificata
- 2021: 16º posto

- 1994: non qualificata
- 1996: non qualificata
- 1998: non qualificata
- 2000: non qualificata
- 2002: 13º posto
- 2004: 12º posto
- 2006: 14º posto
- 2008: non qualificata
- 2010: non qualificata
- 2012: non qualificata
- 2014: non qualificata
- 2016: non qualificata
- 2018: non qualificata
- 2020: 16º posto
- 2022: non qualificata

## Palmarès

### Olimpiadi
- (1936)

## Statistiche

### Record presenze
Fonte: sito Federazione Svizzera di Pallamano, al 25 settembre 2022.
| #  | Giocatore       | Presenze | Reti |
| -- | --------------- | -------- | ---- |
| 1  | Max Schär       | 279      | 724  |
| 2  | Peter Hürlimann | 241      | 0    |
| 3  | Martin Rubin    | 239      | 878  |
| 4  | Manuel Liniger  | 214      | 902  |
| 5  | Hans Huber      | 211      | 413  |
| 6  | René Barth      | 206      | 251  |
| 7  | Stefan Schärer  | 204      | 533  |
| 8  | Andy Schmid     | 200      | 1007 |
| 9  | Iwan Ursic      | 195      | 571  |
| 10 | Robert Jehle    | 190      | 572  |

### Record reti
Fonte: sito Federazione Svizzera di Pallamano, al 25 settembre 2022.
| #  | Giocatore            | Reti | Presenze |
| -- | -------------------- | ---- | -------- |
| 1  | Marc Baumgartner     | 1093 | 169      |
| 2  | Andy Schmid          | 1007 | 200      |
| 3  | Manuel Liniger       | 902  | 214      |
| 4  | Martin Rubin         | 878  | 239      |
| 5  | Robert Kostadinovich | 771  | 181      |
| 6  | Ernst Züllig         | 749  | 177      |
| 7  | Max Schär            | 724  | 279      |
| 8  | Robert Jehle         | 572  | 190      |
| 9  | Iwan Ursic           | 571  | 195      |
| 10 | Stefan Schärer       | 533  | 204      |